# تشاو وي
تشاو وي (بالصينية: 趙威) هي ناشطة حقوق الإنسان صينية، ولدت في 20 أكتوبر 1991.